# BRP Diego Silang (FFG-07)
Le BRP Diego Silang (FFG-07) est le deuxième navire de la classe Miguel Malvar de frégates lance-missiles de la marine philippine. C’est le deuxième navire de la marine philippine à porter le nom de Diego Silang y Andaya, un leader révolutionnaire philippin qui s’est battu contre la domination coloniale espagnole.
Le navire est actuellement en construction sur le chantier naval de HD Hyundai à Ulsan, en Corée du Sud, et devrait être livré à la marine philippine en 2025. Le navire devrait être mis en service avec la force de combat offshore de la marine philippine d’ici la fin de l’année 2025 ou début 2026.

## Construction et design
Le BRP Diego Silang a été conçu et construit par HD Hyundai Heavy Industries (HD HHI) en Corée du Sud. Il est basé sur la conception HDC/HDF-3200 du constructeur naval, qui elle-même est une conception HDF-2600 redessinée et agrandie utilisée pour les frégates de classe Jose Rizal déjà en service dans la marine philippine. La conception a été fortement influencée par la conception de base de la frégate de classe Incheon construite pour la marine de la république de Corée, mais avec des évolutions importantes de conception et des caractéristiques que l’on retrouve sur les nouvelles frégates de la marine de la ROK, avec une surface équivalente radar réduite grâce à des lignes plus nettes, une conception de surface lisse, des porte-à-faux réduits et un franc-bord bas.
La cérémonie de découpe de la première tôle d’acier s’est tenue le 22 novembre 2023 dans les installations de HD HHI à Ulsan, en Corée du Sud. La cérémonie de pose de la quille s’est tenue le 14 juin 2024, qui quelques jours avant la mise à l’eau de son sister-ship, le futur BRP Miguel Malvar (FFG-06). Le navire devait être lancé en décembre 2024 mais il l’a finalement été le 27 mars 2025 à Ulsan,,,.